# Neanthes verrillii
Neanthes verrillii är en ringmaskart som först beskrevs av Grube 1878.  Neanthes verrillii ingår i släktet Neanthes och familjen Nereididae. Inga underarter finns listade i Catalogue of Life.